# Scorpius X-1

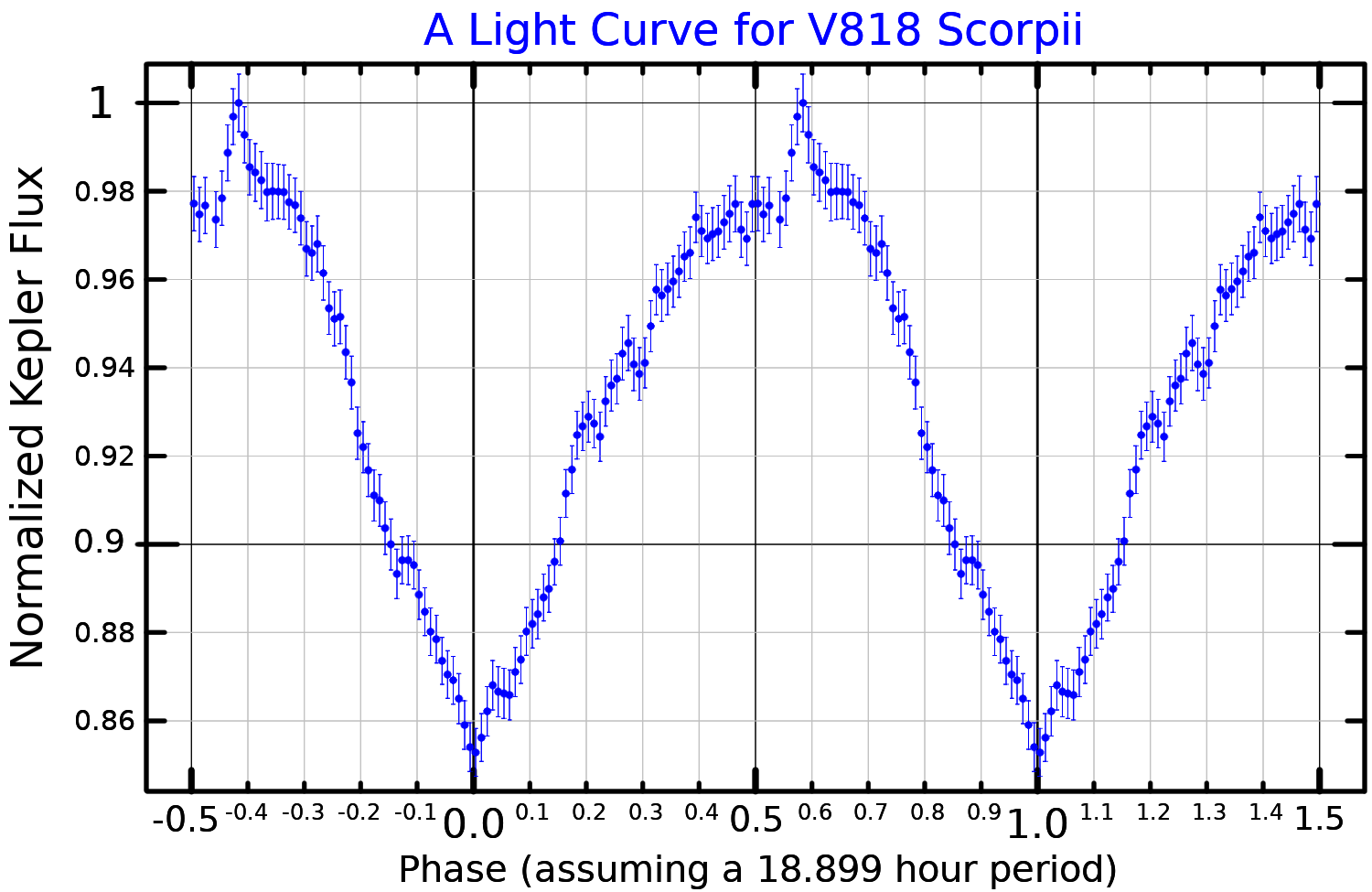
Optische lichtkromme van Sco X-1

Scorpius X-1 of Sco X-1 is de sterkste bron van röntgenstraling (een röntgendubbelster) aan de hemel met een vermogen van 2.3×1031 watt en staat in het sterrenbeeld Schorpioen. Deze bron bevindt zich op een afstand van ongeveer 9000 lichtjaar van de Aarde. Zijn naam dankt Scorpius X-1 aan het feit dat het de eerst ontdekte röntgenbron (Engels: X-ray source) is in het sterrenbeeld Schorpioen (Engels: Scorpius). Het is tevens de eerst ontdekte röntgenbron buiten het zonnestelsel.
Sco X-1 is in 1962 ontdekt door een team van Riccardo Giacconi na het lanceren van een röntgendetector op een Aerobee-raket om te zoeken naar röntgenstraling van de Maan. Deze straling vonden ze niet, maar uiteindelijk werd wel Sco X-1 gevonden. Dit object bleek later te corresponderen met de blauwe variabele ster V818 Scorpii.
Sco X-1 laat regelmatige variaties zien in zijn intensiteit. Deze variaties kunnen een grootte hebben tot 1 magnitude, met een periode van ongeveer 18,9 uur. Deze veranderingen in lichtintensiteit worden veroorzaakt door V818 Scorpii die, vanaf de Aarde gezien, voor Sco X-1 langs trekt en deze zo "verduistert" zodat er een eclips optreedt.
Sco X-1 is zelf een neutronenster van ongeveer 1,4 zonmassa's die door zijn intense zwaartekracht gas van V818 Scorpii, met een massa van 0,42 zonmassa's, naar zich toe zuigt. Hierbij wordt een accretieschijf gevormd, waarin de massa zo sterk wordt verhit dat deze röntgenstraling gaat uitzenden.